# الکساندر ماکاروف (ورزشکار)
الکساندر ماکاروف (روسی: Апександр Фёдорович Макаров؛ زادهٔ ۱۱ february ۱۹۵۱ (۷۴ سال)) ورزشکار دو و میدانی اهل اتحاد جماهیر شوروی سوسیالیستی است.
از باشگاه‌هایی که در آن بازی کرده‌است می‌توان به مسکو اشاره کرد.
وی در مسابقات کشوری و بین‌المللی در مجموع برندهٔ ۱ مدال نقره شده‌است.